# Johannes Itten
Johannes Itten (Süderen-Linden, 11 novembre 1888 – Zurigo, 25 marzo 1967) è stato un pittore, designer e scrittore svizzero.

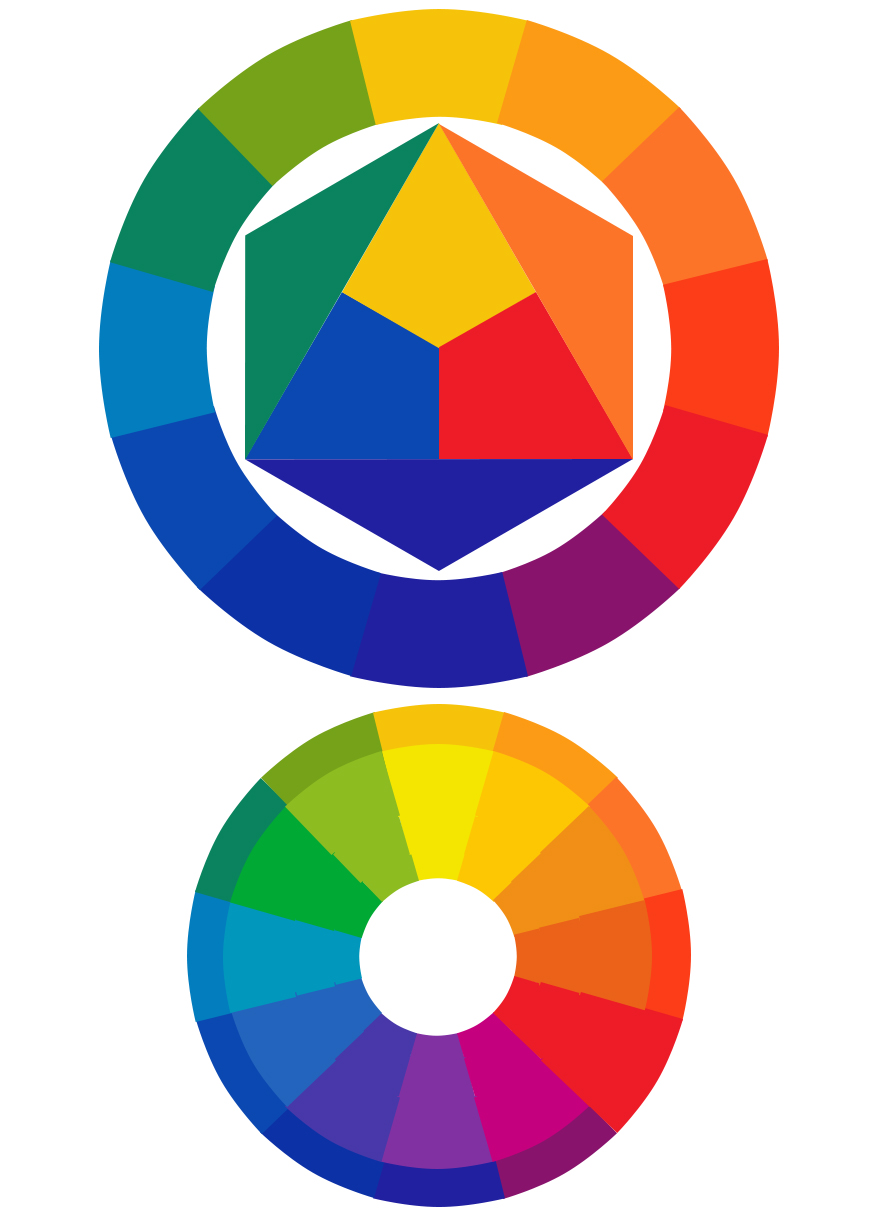
Ricostruzione della Farbkreis di Itten con i colori originali di stampa (sopra) e confronto con i colori comunemente usati nelle ricostruzioni digitali (sotto) che risultano fuorvianti per applicazioni nella pittura.

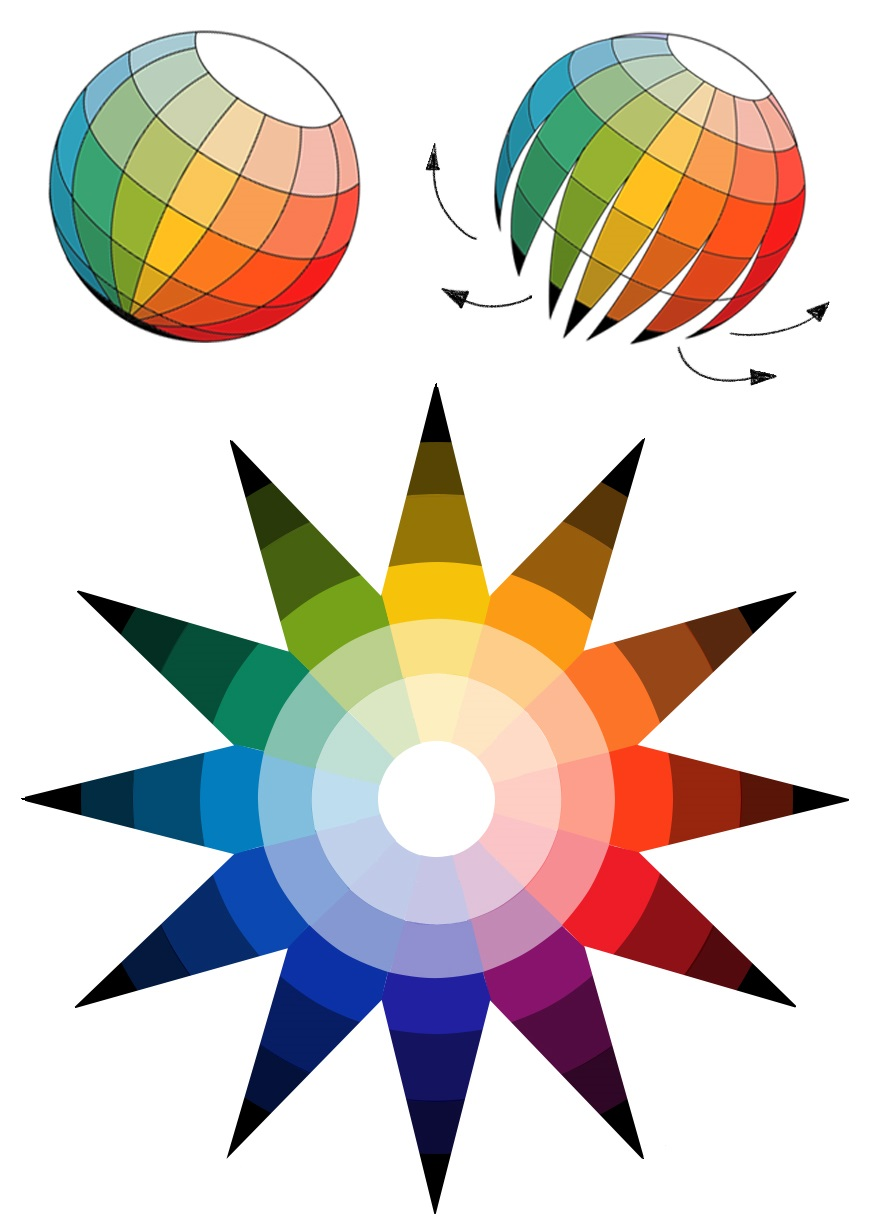
Modello sferico con poli bianco e nero e colori di stampa saturi sull'equatore (in alto a sinistra), apertura del polo sud (in alto a destra), proiezione planare della ruota colori con diverse luminosità (in basso).

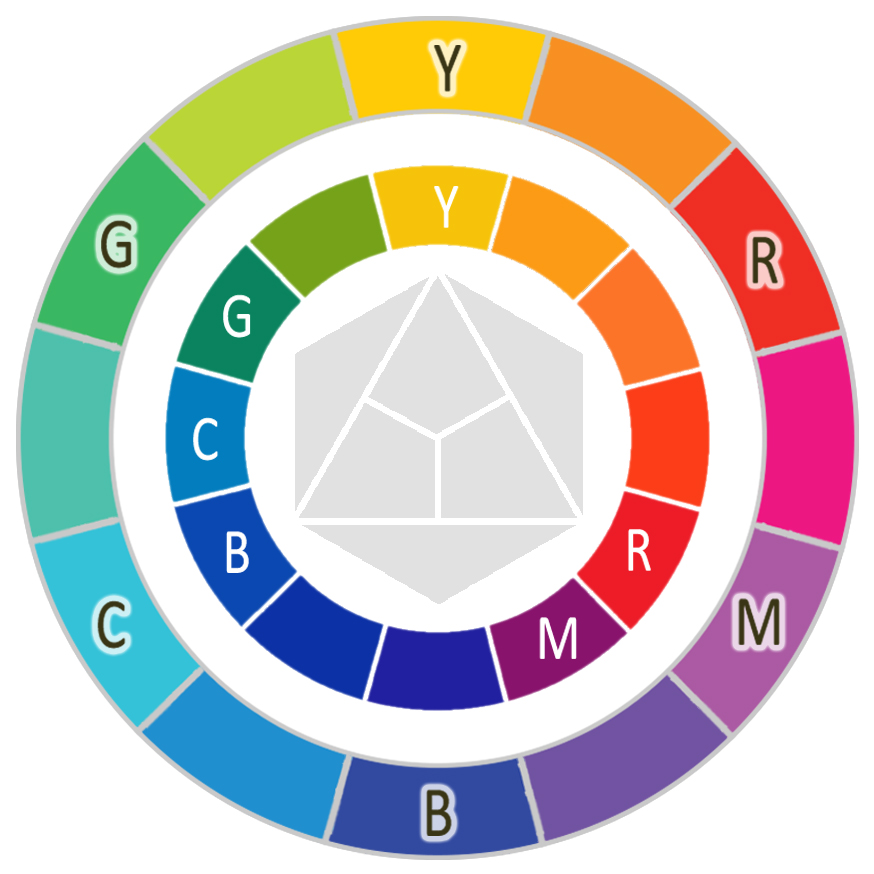
Confronto colori tra ruota di Itten in stampa originale (interno) e moderna ruota colori ottenuta con spazio colori di stampa CMYK con massima saturazione nel modello ciecam02 (esterno)

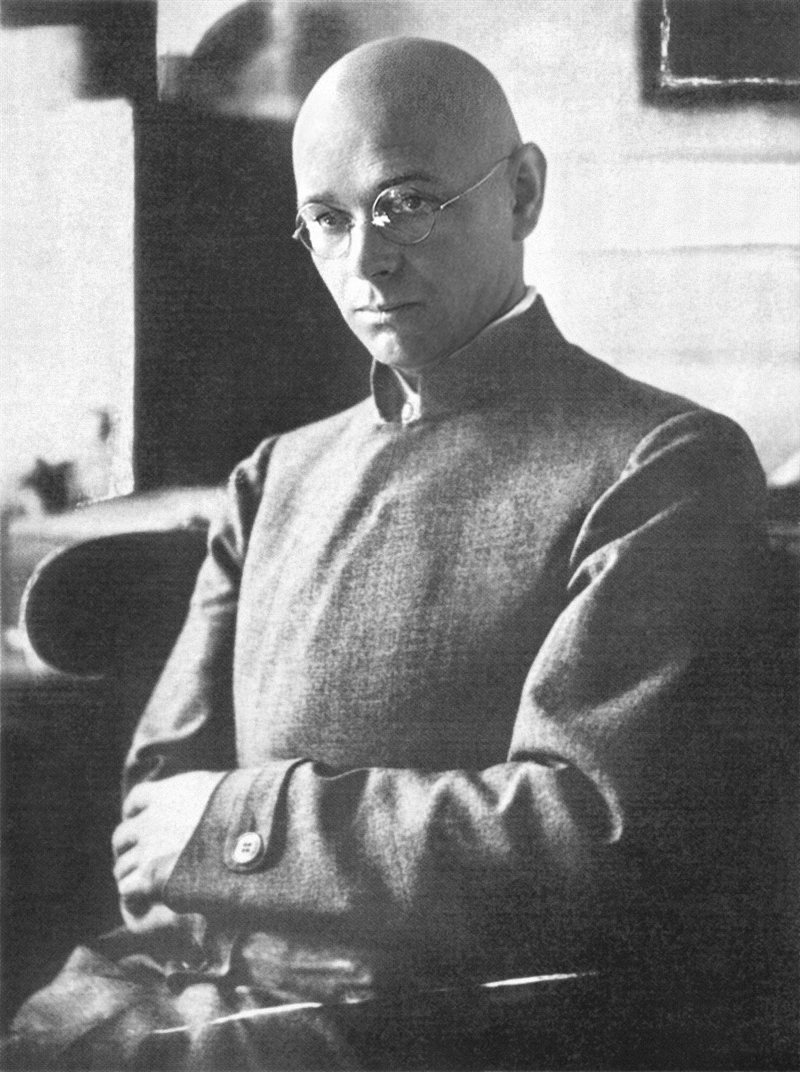
Johannes Itten nel 1920

Il suo cerchio dei colori risulta oggi superato dalla moderna teoria del colore.
Nel libro Kuns der Farbe -The Art of Color Itten espone la sua teoria del colore. Pubblicato in Germania Ovest nel 1961 e successivamente tradotto, la versione inglese è consultabile online. L’opera è a scopo didattico e divulgativo, Itten analizza ed rielabora la teoria del colore dell'epoca. 
Il contributo di Itten è stato di grande rilevanza nel mondo artistico, sia grazie alla sua attività di docente alla Bauhaus e altre scuole, sia al suo lavoro di artista e di scrittore. Nonostante la sua teoria si basi su alcune conoscenze pre-scientifiche (Modello di colore RYB), semplificazioni e interpretazioni personali, il suo prestigio ne ha permesso una capillare diffusione culturale che perdura ancora oggi nel mondo artistico, didattico e commerciale.

## Kuns der Farbe - The Art of Color

### Contesto e problemi di stampa
Rispetto alla moderna teoria del colore, la principale incoerenza è l’utilizzo del giallo come colore primario, affiancato al rosso e al blu. Ciò provoca una distribuzione non omogenea delle tonalità (vedere figure di confronto delle ruote colori).
Si può ipotizzare che il blu e il rosso utilizzati da Itten fossero delle tonalità di ciano e magenta, la cui mescolanza porterebbe comunque a colori secondari molto meno accesi e brillanti di quelli teorici: la ruota di Itten risulta infatti non riproducibile con pigmenti reali.
Nella prefazione stessa della ristampa inglese del 1973 si legge: Preparando la prima edizione nel 1960 "The Art of Color", autore ed editore hanno dovuto affrontare il difficile problema di trovare il modo migliore per riprodurre il colore. Ciò può essere ottenuto solo producendo le varie illustrazioni e tabelle a colori in separati processi di stampa, fatte da diversi stampatori - in parte con colori speciali - e inserendole nel libro. 
Lo studio dei contrasti cromatici era stato avviato da Goethe nel 1810 con il libro La teoria dei colori, la sfera dei colori (ruota colori equatoriale, bianco e nero ai poli) era stata proposta da Philip Otto Runge (contemporaneo di Goethe) e ripresa da Albert Henry Munsell e da Wilhelm Ostwald (più efficaci nell’anticipare la teoria moderna, grazie alla scelta di quattro e cinque colori primari). 

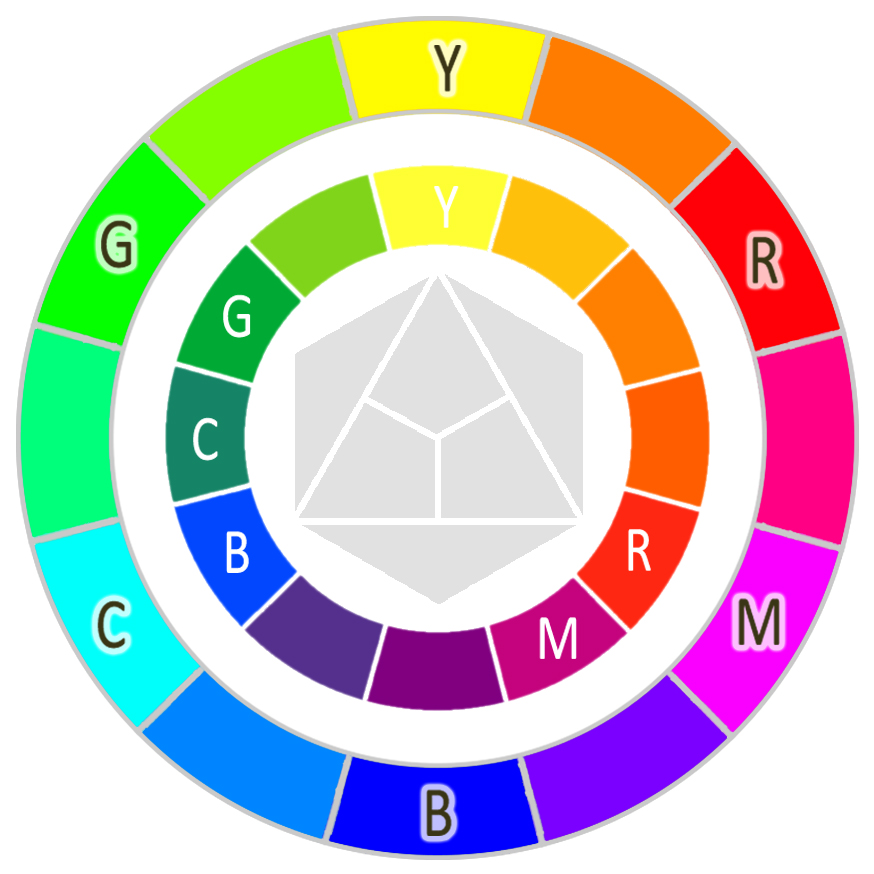
Confronto in colori digitali tra ruota di Itten e moderna ruota con colori alla massima saturazione nello spazio colori RGB

L’intento di Itten era produrre un manuale artistico didattico aggiornato alla sua epoca, trascurando tuttavia il contributo scientifico emergente.
Oggi la teoria del colore si basa sul modello CIE XYZ del 1931 e successivi sviluppi che prevede:
- Rosso, Verde, Blu (Modello RGB) come colori primari additivi, basati sulla risposta dell'occhio umano alla luce, con applicazioni in ambito digitale;
- Ciano, Magenta, Giallo (Modello CMYK) come colori primari sottrattivi, basati sulla risposta dei pigmenti e degli inchiostri, con applicazioni nella stampa.

### Contenuti dell'opera
- Accenni sullo stato dell’arte: esperimento del prisma di Newton che produce l’arcobaleno, distinzione tra stimolo e percezione, armonia tra i colori.

- Supporto della teoria per cui l’armonia è da considerare una percezione soggettiva, commenti su diversi esercizi di armonia presi da esercizi scolastici.

- Presentazione della propria ruota dei colori (in figura), propedeutica all’analisi dei contrasti. “A meno che i nomi dei nostri colori non corrispondano a idee precise, non è possibile alcuna discussione utile sui colori. Io devo pensare i miei dodici toni con la stessa precisione con cui un musicista ascolta i dodici toni della sua scala cromatica”.

- Teoria dei contrasti (tonalità, luminosità, temperatura, complementarità, simultaneità, saturazione, estensione). Costituisce il corpo del libro e analizza le opere di altri artisti come esempio. Seguendo le proporzioni indicate da Goethe per il contrasto di estensione, viene riportata una ruota colori che deve essere asimmetrica per risultare armonica.

- Presentazione di un esercizio di mescolanza di colori che risulta poco efficace, accenno al Pointillisme (movimento che provava ad applicare la sintesi additiva RGB nella pittura). “Come nei processi industriali più delicati la misurazione e il calcolo alla fine falliscono, e il giusto risultato può essere ottenuto solo attraverso l'abilità dell'artigiano appositamente dotato, così le miscele e le composizioni di colori artisticamente decisive possono essere perfezionate solo attraverso la sensibilità al colore. In generale, la sensibilità al colore è indotta allo stesso modo di un gusto soggettivo”.

- Presentazione della sfera dei colori per la luminosità (vedi figura): estensione del concetto di armonia ai colori chiari e scuri, da alternare alle tonalità sature, breve esempio di creazione di palette e analisi del contrasto.

- Forma e colore: associazione tra colori, forme e significati emotivi.

- Effetto dei colori nello spazio: colori primari accostati su sfondo bianco o nero.

- Teorie di impressione ed espressione del colore: analisi della luce d’ambiente e i colori nel mondo naturale, cromaticità stagionali e significati emotivi. Alcuni commenti di esempio su opere di altri artisti.

- Composizione: commento sulla distribuzione del colore nelle opere di alcuni artisti.

## Biografia
Itten dopo il liceo, dal 1904 al 1908 studiò per diventare maestro elementare.
Nel 1913, dopo aver insegnato alcuni anni, si iscrisse all'Accademia di belle arti di Stoccarda dove fu allievo di Adolf Hölzel.
Nel 1919 Walter Gropius lo chiamò ad insegnare al Bauhaus, su proposta di sua moglie Alma Mahler e di Loos.  Itten predicava una filosofia orientale che prevedeva due giorni di digiuno a settimana, una dieta vegetariana, esercizi di respirazione e un sincretismo religioso. Aveva introdotto un "corso preliminare" dove gli allievi dovevano dimenticare tutto quello che sapevano, liberarsi dai pregiudizi e dalle tradizioni accademiche, un lavoro di introspezione preliminare a qualsiasi apprendimento. 
Nel 1923 Gropius che sembra inizialmente simpatizzasse per le sue teorie, lo caccia dal Bauhaus per divergenze didattiche.  Dopo il Bauhaus Itten si trasferì in Svizzera aprendo una scuola frequentata per anni anche da allievi del Bauhaus.
Tra i suoi dipinti, i più rappresentativi sono considerati Risonanza verde-azzurro (1916), Ritratto di un bambino (1922) e Luce ampia (1963).
Uno dei suoi allievi più celebri fu Hans George Helm.
Nel 1944 sotto consiglio di Walter Gropius assume Karl Schmid come insegnante.
Nel 1961 crea il cerchio cromatico soprannominato "Cerchio di Itten".
Itten ha professato lo zoroastrismo.

## Altre Opere
- Analysen alter Meister, in Utopia. Dokumente der Wirklichkeit, a cura di Bruno Maria Adler, Weimar, Utopia Verlag, 1921.
- Kunst der Farbe, Ravensburg, Otto Maier Verlag, 1961.
- Mein Vorkurs am Bauhaus, Gestaltungs- und Formenlehre, Ravensburg, Otto Maier Verlag, 1963.
- Elemente der Bildenden Kunst. Studienausgabe des Tagebuchs, E. A. Seemann Verlag Kunst und Gestaltung. ISBN 3-363-00777-9.